# Marie-Jeanne Riccoboni
Marie-Jeanne Riccoboni, geb. Laboras de Mézières (* 25. Oktober 1713 in Paris; † 7. Dezember 1792 ebenda) war eine französische Schauspielerin und Romanschriftstellerin.

## Leben
Marie-Jeanne Riccoboni war die Tochter von Christoph Nicolas de Heurles du Laboras, einem Bürger aus Troyes, und der Pariserin Marie-Marguerite Dujac. Als 1714 festgestellt wurde, dass ihr Vater bereits mit einer anderen Frau verheiratet war und damit in Bigamie lebte, musste er zu seiner ersten Gattin nach Troyes zurückkehren. Die kleine Marie-Jeanne galt als illegitimes Kind und blieb anfangs in der Obhut ihrer Mutter, die aber wenig vermögend war und auch der seelischen Stabilität zur Kindeserziehung ermangelte. So kam Marie-Jeanne in ein Kloster und sollte Nonne werden. Sie lehnte sich jedoch dagegen auf und ihre Mutter musste sie 1728 als 14-Jährige wieder zu sich nehmen.
Die Beziehung zu ihrer Mutter war für Marie-Jeanne schwierig. In einer Heirat sah sie einen Weg, aus dem Haus ihrer Mutter ausziehen zu können und so vermählte sie sich am 7. Juli 1734 mit dem sechs Jahre älteren italienisch-französischen Schauspieler und Dramatiker  Antonio Francesco Riccoboni. Dieser war der Direktor des Théâtre-Italien, wo Marie-Jeanne bereits im August 1734 eine Schauspielkarriere begann. Doch war sie für diesen Beruf laut ihrem eigenen Geständnis nicht sonderlich begabt. Unterdessen verlief ihre Ehe nicht glücklich. Ihr Gemahl war verschwenderisch, bisweilen gewalttätig und für andere Frauen empfänglich. Sie selbst unterhielt vielleicht in ihren frühen Ehejahren eine Liaison mit dem Grafen Yves Marie Desmarets de Maillebois, bis sich dieser im Mai 1745 mit Marie-Madeleine Catherine de Voyer de Paulmy d’Argenson, einer Tochter des Diplomaten und Literaten René Louis d’Argenson, verheiratete.
1755 trennte sich Marie-Jeanne Riccoboni von ihrem Ehemann und zog zu ihrer Freundin Thérèse Biancolleli, bei der sie ihr restliches Leben lang wohnte. Dennoch zahlte sie weiterhin die Schulden ihres Gatten und pflegte ihn 1772 in seinem letzten Lebensstadium.
Als Schriftstellerin versuchte sich Riccoboni erstmals 1751, als sie Suite de la vie de Marianne, eine Fortsetzung des unvollendeten Romans La Vie de Marianne von Marivaux, niederschrieb, wobei sie Marivaux’ Stil täuschend echt nachahmte. Marivaux ließ ihr Werk 1761 veröffentlichen. Mit weiteren Romanen wie Lettres de Mistriss Fanni Butlerd (1757), L’Histoire du marquis de Cressy (1758) und Lettres de Milady Juliette Catesby à Milady Henriette Campley son amie (1759), welches Werk wie ihre anderen Romane in Briefform verfasst ist, verdiente die Autorin genügend Geld, um ihre Theaterkarriere 1760 an den Nagel zu hängen und sich ausschließlich ihrer literarischen Laufbahn zu widmen.
In ihren Romanen entwarf Riccoboni meist starke Frauenfiguren, die erst in empfindsamer Stimmung lieben können, und deren Konflikte mit moralisch unterlegenen Partnern, die ein berechnendes Doppelspiel treiben. Dabei schmerzt die Frauen nicht so sehr die Untreue ihrer Männer als ihr unterminiertes Selbstwertgefühl. In ihrem Roman Lettres de Milord Rivers à Sir Charles Cardigan (1777) erzählt die Schriftstellerin die Beziehung zweier Französinnen, die ihre Liaison über heterosexuelle Liebe stellen.
Riccoboni führte auch Briefwechsel mit diversen Persönlichkeiten wie u. a. Diderot, Laclos, David Hume und David Garrick. Diderot, der sie in seinem Essai Paradoxe sur le comédien als eine der schlechtesten Schauspielerinnen ihrer Zeit bloßstellte, bewunderte sie andererseits als Schriftstellerin. Vom Königshaus erhielt sie eine kleine Pension, bis deren Auszahlung nach dem Ausbruch der Französischen Revolution 1789 eingestellt wurde. Marie-Antoinette verbarg ihre Romane in einem falschen Einband, damit sie sich ungestört deren Lektüre zu widmen vermochte. Verarmt starb Riccoboni am 7. Dezember 1792 im Alter von 79 Jahren in Paris. Ihr Gesamtwerk kam 1818 in sechs Bänden in Paris heraus.

## Werke (Auswahl)
- Lettres de Mistriss Fanni Butlerd, 1757
- L’Histoire du marquis de Cressy, 1758
- Lettres de Milady Juliette Catesby à Milady Henriette Campley son amie, 1759
- Suite de la vie de Marianne, hrsg. 1761
- Les caquets, Theaterstück, 1761 (zusammen mit Antonio Francesco Riccoboni)
- Histoire d’Ernestine, 1762
- Amélie: sujet tiré de Mr. Fielding, 1762
- Histoire de Miss Jenny, 1764
- Lettres d’Adélaïde de Dammartin, comtesse de Sancerre, au comte de Nancé, son ami, 2 Bde., 1767
- Lettres d’Élisabeth Sophie de Vallière à Louise Hortense de Canteleu, son amie, 2 Bde., 1772
- Lettres de Milord Rivers à Sir Charles Cardigan, 2 Bde., 1777
- Histoire des amours de Gertrude, dame de Château-Brillant et de Roger, comte de Montfort, 1780
- Histoire de deux amies, 1786